# جوناثان بوتير (أستاذ جامعي)
جوناثان بوتير (بالإنجليزية: Jonathan Potter)‏ هو عالم نفس بريطاني، ولد في 8 يونيو 1956 في أشفورد في المملكة المتحدة.